# Heterogomphus onorei
Heterogomphus onorei är en skalbaggsart som beskrevs av Voirin 1984. Heterogomphus onorei ingår i släktet Heterogomphus och familjen Dynastidae. Inga underarter finns listade i Catalogue of Life.